# Glory (entreprise)
Pour les articles homonymes, voir Glory.
Glory ou Glory Carpel est une entreprise française fondée en 1953.

## Historique
Glory était tout d'abord une cartonnerie, qui réalisait le cartonnage et l'impression des pochettes de disques de 1953 jusqu'au début des années 1990. Glory Carpel est connu pour avoir produit les pochettes des Disques Barclay.
Dans les années 1980, l'entreprise s'est peu à peu dirigée vers l'emballage.

Glory fait partie désormais du Groupe Bussière. Les sites sont implantés en Île-de-France.